# Nathan Patterson
Nathan Kenneth Patterson, född 16 oktober 2001, är en skotsk fotbollsspelare som spelar för Everton i Premier League.

## Karriär
Den 1 juli 2020 lyftes Patterson upp till Rangers seniorlag. Han debuterade i Scottish Premiership den 22 augusti 2020 i en match mot Kilmarnock, där han blev inbytt i den 86:e minuten mot James Tavernier.
Den 4 januari 2022 värvades Patterson till Everton, där han skrev på ett kontrakt till sommaren 2027.